# Volleybal op de Olympische Zomerspelen 2016
Volleybal is een van de sporten die beoefend werden tijdens de Olympische Zomerspelen 2016 in Rio de Janeiro.

## Evenementen
De discipline volleybal omvat vier evenementen:
- Volleybal — Mannentoernooi (12 teams, 144 volleyballers)
- Volleybal — Vrouwentoernooi (12 teams, 144 volleybalsters)
- Beachvolleybal — Mannentoernooi (24 koppels)
- Beachvolleybal — Vrouwentoernooi (24 koppels)

## Kwalificatie
Er zijn verschillende evenementen, waarbij een NOC een olympisch ticket kan verdienen.
Elk NOC mag in het zaalvolleybal maximaal één mannen- en één vrouwenteam, bestaande uit twaalf volleybal(st)ers inschrijven. Hiervoor moet het desbetreffende team wel een olympisch ticket in een van de onderstaande evenementen hebben verdiend.
Elk NOC mag in het beachvolleybal maximaal twee mannen- en twee vrouwenkoppels inschrijven. Hiervoor moet het desbetreffende team wel een olympisch ticket in een van onderstaande evenementen hebben verdiend.

### Beachvolleybal
| Toernooi               | Datum            | Locatie   | Plaatsen | Gekwalificeerde landen | Gekwalificeerde landen |
| Toernooi               | Datum            | Locatie   | Plaatsen | Mannen                 | Vrouwen                |
| ---------------------- | ---------------- | --------- | -------- | ---------------------- | ---------------------- |
| Gastland               | Gastland         | Gastland  | 2        | Brazilië               | Brazilië               |
| Wereldkampioenschappen | 26 juni - 5 juli | Nederland | 2        | Brazilië               | Brazilië               |
| Totaal                 | Totaal           | Totaal    | 48       | 24                     | 24                     |

## Zaalvolleybal

### Mannen
Zie Volleybal op de Olympische Zomerspelen 2016 – Mannen (zaal)

### Vrouwen
Zie Volleybal op de Olympische Zomerspelen 2016 – Vrouwen (zaal)

## Beachvolleybal

### Mannen
Zie Beachvolleybal op de Olympische Zomerspelen 2016 (mannen)

### Vrouwen
Zie Beachvolleybal op de Olympische Zomerspelen 2016 (vrouwen)

## Medailles

### Beachvolleybal
| Onderdeel | Goud | Goud                               | Zilver | Zilver                           | Brons | Brons                             |
| --------- | ---- | ---------------------------------- | ------ | -------------------------------- | ----- | --------------------------------- |
| Mannen    | BRA  | Alison Cerutti Bruno Oscar Schmidt | ITA    | Daniele Lupo Paolo Nicolai       | NED   | Alexander Brouwer Robert Meeuwsen |
| Vrouwen   | GER  | Laura Ludwig Kira Walkenhorst      | BRA    | Ágatha Bednarczuk Bárbara Seixas | USA   | April Ross Kerri Walsh-Jennings   |

### Zaalvolleybal
| Onderdeel | Goud | Zilver | Brons |
| --------- | --- | --- | --- |
| Mannen    | Brazilië William Arjona Éder Carbonera Wallace de Souza Luiz Felipe Fonteles Evandro Guerra Ricardo Lucarelli Souza Bruno Rezende Lucas Saatkamp Sérgio Santos Maurício Silva Douglas Souza Maurício Souza | Italië Oleg Antonov Emanuele Birarelli Simone Buti Massimo Colaci Simone Giannelli Osmany Juantorena Filippo Lanza Matteo Piano Salvatore Rossini Pasquale Sottile Luca Vettori Ivan Zajtsev              | Verenigde Staten Matthew Anderson Micah Christenson Maxwell Holt Thomas Jaeschke David Lee William Priddy Aaron Russell Taylor Sander Erik Shoji Kawika Shoji David Smith Murphy Troy            |
| Vrouwen   | China Ding Xia Gong Xiangyu Hui Ruoqi Lin Li Liu Xiaotong Wei Qiuyue Xu Yunli Yan Ni Yang Fangxu Yuan Xinyue Zhang Changning Zhu Ting                                                                      | Servië Tijana Bošković Jovana Brakočević Bianka Buša Tijana Malešević Brankica Mihajlović Jelena Nikolić Maja Ognjenović Silvija Popović Milena Rašić Jovana Stevanović Stefana Veljković Bojana Živković | Verenigde Staten Rachael Adams Foluke Akinradewo Kayla Banwarth Alisha Glass Christa Harmotto Kimberly Hill Jordan Larson Carli Lloyd Karsta Lowe Kelly Murphy Kelsey Robinson Courtney Thompson |

### Medaillespiegel
| Plaats | Land      | NOC    | Goud | Zilver | Brons | Totaal |
| ------ | --------- | ------ | ---- | ------ | ----- | ------ |
| 1      | Brazilië  | BRA    | 2    | 1      | 0     | 3      |
| 2      | China     | CHN    | 1    | 0      | 0     | 1      |
| 2      | Duitsland | GER    | 1    | 0      | 0     | 1      |
| 4      | Italië    | ITA    | 0    | 2      | 0     | 2      |
| 5      | Servië    | SRB    | 0    | 1      | 0     | 1      |
| 6      | USA       | USA    | 0    | 0      | 3     | 3      |
| 7      | Nederland | NED    | 0    | 0      | 1     | 1      |
| Totaal | Totaal    | Totaal | 4    | 4      | 4     | 12     |